# Rašeliniště Mařeničky
Rašeliniště Mařeničky je přírodní památka jižně od Mařenic v okrese Česká Lípa. Nachází se v Ralské pahorkatině na východním okraji vesnice Mařeničky. Předmětem ochrany je rašeliniště a rašelinná březina s výskytem chráněných druhů rostlin.

## Historie
Chráněné území bylo vyhlášeno Správou CHKO Lužické hory dne 1. března 2004. Spravuje jej Agentura ochrany přírody a krajiny ČR – RP Libercko.

## Přírodní poměry
Přírodní památka s rozlohou 5,83 hektaru leží v Ralské pahorkatině v nadmořské výšce 354–370 metrů v katastrálních územích Mařenice a Mařeničky.
Z hlediska hydrologie je voda z rašeliniště odváděna vodotečí do nedaleko tekoucí říčky Svitavka (povodí Ploučnice, pstruhové pásmo). V roce 2000 byla díky Programu péče o krajinu uprostřed rašeliniště obnovena nákladem 45 150 Kč vodní tůň a provedena řada úprav okolí porostlého rákosím.
Podle schváleného plánu se má území občas pokosit, jiné zásahy nejsou povolené.

### Flora a fauna
V rašeliništi rostou např. bříza pýřitá (Betula pubescens), bříza bělokorá (Betula pendula), klikva bahenní (Vaccinium oxycoccos), rosnatka okrouhlolistá (Drosera rotundifolia), suchopýr pochvatý (Eriophorum vaginatum), bezkolenec modrý (Molinia caerulea), ostřice (Carex), orobinec širokolistý (Typha latifolia).
Při inventarizačních výzkumech lokality (Sýkora 1987, Višňák 1999, Plánská 1999–2000) byl zjištěn výskyt ptactva, slíďáků, vážek, velké množství druhů flóry, z nichž tři jsou zapsané v Červeném seznamu ohrožené květeny ČR a další jsou uváděny jako silně ohrožené.

## Přístup
Poblíž severního okraje chráněného území veda červeně značená turistická trasa z Mařeniček do Heřmanic v Podještědí.